# Pollen Ndlanya
Pollen Dumisani Ndlanya (né le 22 mai 1970 à Daveyton, Ekurhuleni en Afrique du Sud) est un joueur de football international sud-africain, qui évoluait au poste d'attaquant.

## Biographie
Il eut beaucoup de difficultés à communiquer avec ses coéquipiers durant sa période en Turquie (excepté avec son entraîneur et ses compatriotes Gordon Mill et Fani Madida).

## Palmarès
Afrique du Sud
- Coupe d'Afrique des nations :
  - Finaliste : 1998.